# Soft Journey
Soft Journey è un album discografico a nome Chet Baker Meets Enrico Pieranunzi, pubblicato dall'etichetta discografica Edi-Pan Records nel 1980.

## Tracce

### LP
Lato A
1. Soft Journey – 6:00 (musica: Enrico Pieranunzi)
2. Animali diurni – 5:43 (Maurizio Giammarco)
3. Brown Cat Dance – 7:50 (musica: Enrico Pieranunzi)

Lato B
1. My Funny Valentine – 10:35 (testo: Lorenz Hart – musica: Richard Rodgers)
2. Night Bird – 6:20 (musica: Enrico Pieranunzi)
3. Fairy Flowers – 5:05 (musica: Enrico Pieranunzi)

## Musicisti
- Chet Baker – tromba, voce (brani: Animali diurni e My Funny Valentine)
- Enrico Pieranunzi – pianoforte
- Maurizio Giammarco – sassofono tenore (tranne nei brani: My Funny Valentine e Fairy Flowers)
- Riccardo Del Fra - contrabbasso (tranne nel brano: My Funny Valentine)
- Roberto Gatto - batteria (tranne nel brano: My Funny Valentine)

Note aggiuntive
- Enrico Pieranunzi – produttore
- Registrazioni effettuate il 4 dicembre 1979 ed il 4 gennaio 1980 presso Emmequattro Studios di Roma (Italia)
- Gianni Fornari – ingegnere delle registrazioni
- LeFucine Art&Media - design grafica copertina album
- Massimo Perelli - fotografia copertina[1]